# Abetti (cràter)
|  | Per a altres significats, vegeu «Antonio Abetti». |

Abetti és un cràter lunar totalment submergit en el seu mar. És un “cràter fantasma”, ja que presenta una elevació corbada on hauria de tenir la vora. És a prop de la vorada sud-est del Mare Serenitatis, a l'oest del Mons Argaeus. El cràter es pot veure només amb angles baixos d'il·luminació.